# Beleg van Valencijn (1815)
Het Beleg van Valencijn (beter bekend onder de Franse naamplaats Valenciennes) was een gevolg van de order van de hertog Van Wellington aan prins Frederik, om een aantal Noord-Franse vestingsteden te observeren en de garnizoenen te beletten uit te breken. Op deze wijze kon het Anglo-Geallieerde leger van de hertog van Wellington verder optrekken richting Parijs voor de definitieve overgave van Napoleon en de Franse regering, zonder zich zorgen te hoeven te maken over de achterliggende communicatie- en bevoorradingslijnen. De opmars in Frankrijk was mogelijk en het gevolg van de geallieerde overwinning in de slag bij Waterloo in 1815.   
De troepen van het 2e Nederlandse Legerkorps onder leiding van prins Frederik, onder andere samengesteld uit de infanterie van de 1e Divisie, gecommandeerd door luitenant-generaal John Andrew Stedman en de Indiaansche Brigade rukten kort na 18 juni 1815 op naar het noorden van Frankrijk om daar allereerst Le Quesnoy in te sluiten, te bombarderen met artilleriegeschut en uiteindelijk in te nemen en te bezetten. Vervolgens werd Valenciennes belegerd en het net daarvan noordelijk gelegen Condé geobserveerd. De Nederlandse troepen lagen voor Valenciennes van 30 juni tot 12 augustus.  De stad werd gebombardeerd maar capituleerde pas op 19 juli, nadat Napoleon afstand van de regering had gedaan. Volgens de Franse geschiedschrijving gaf de stad zich over aan koning Lodewijk XVIII. 
Stedmans 1e Divisie Infanterie lag tijdens de Slag bij Waterloo in de omgeving van Halle (Vlaams-Brabant). Daarbij hoorde ook de zogenoemde Indiaansche Brigade.  Deze troepen namen niet deel aan het gevecht bij Waterloo. Na de geallieerde overwinning marcheerden zij naar het noorden van Frankrijk. Naast de belegeringen van Le Quesnoy, Valenciennes en Condé, werd door het 2e Nederlandse Legerkorps ook de vestingstad Bavay bezet als etappe- en communicatielijn, alsmede de vesting Bouchain. 
Koning Willem I probeerde na de totstandkoming van het Verenigd Koninkrijk der Nederlanden volgens het slotakkoord op 9 juni 1815 van het Congres van Wenen alsnog ook de Franse provincie Vlaanderen op te nemen in zijn nieuwe koninkrijk. Dit was het gevolg van Duitse eisen om na de Franse capitulatie in 1815 ook nog nieuwe grondgebieden te verkrijgen aan de Franse oostgrens. Beide eisen vonden geen antwoord gedurende de onderhandelingen voor de 2e Vrede van Parijs. Eind 1815 verlieten de Nederlandse troepen de Noord-Franse vestingsteden, die overgingen naar Britse bezettingstroepen. Het Nederlandse koninkrijk kreeg na de 2e Vrede van Parijs wel gebiedsuitbreiding ten zuiden van Charleroi (nog altijd de huidige zuidgrens van België), alsmede de toekenning van het kleine grondgebied van het hertogdom van Bouillon.